# South Northamptonshire
South Northamptonshire – dawny dystrykt niemetropolitalny w hrabstwie Northamptonshire w Anglii, istniejący w latach 1974–2021. W 2011 roku dystrykt liczył 85 189 mieszkańców.

## Miasta
- Brackley
- Towcester

## Inne miejscowości
Abthorpe, Adstone, Alderton, Ashton, Aston le Walls, Aynho, Blakesley, Blisworth, Boddington, Bradden, Brafield-on-the-Green, Bugbrooke, Caldecote, Castle Ashby, Caswell, Chacombe, Chadstone, Charlton, Chipping Warden, Cogenhoe, Cold Higham, Cosgrove, Courteenhall, Croughton, Crowfield, Culworth, Dalscote, Deanshanger, Denton, Duncote, Eastcote, Edgcote, Evenley, Eydon, Falcutt, Farthinghoe, Furtho, Gayton, Grafton Regis, Greatworth, Greens Norton, Hackleton, Harpole, Hartwell, Helmdon, Hinton-in-the-Hedges, Horton, Kings Sutton, Kislingbury, Litchborough, Little Houghton, Lower Boddington, Maidford, Marston St. Lawrence, Middleton Cheney, Milton Malsor, Moreton Pinkney, Nether Heyford, Newbottle, Old Stratford, Overthorpe, Passenham, Pattishall, Paulerspury, Piddington, Potterspury, Preston Deanery, Pury End, Puxley, Quinton, Radstone, Roade, Rothersthorpe, Shutlanger, Silverstone, Slapton, Stoke Bruerne, Sulgrave, Syresham, Thenford, Thorpe Mandeville, Tiffield, Upper Boddington, Upper Heyford, Wappenham, Warkworth, Weedon Lois, Weston, Whiston, Whitfield, Whittlebury, Wicken, Wood Burcote, Woodend, Yardley Gobion, Yardley Hastings.